# Witold Jurasz (1931–2004)
Witold Jurasz (ur. 19 listopada 1931 w Pleszewie, zm. 29 marca 2004) – polski dyplomata, ekonomista i działacz partyjny; ambasador PRL i RP w Wenezueli (1968–1973), Nigerii (1978–1983), Iraku (1986–1990) oraz Libii (1996–2001).

## Życiorys
Maturę zdał w 1949. Ukończył studia licencjackie w Wyższej Szkole Ekonomicznej w Sopocie oraz magisterskie na Wydziale Nauk Ekonomicznych Uniwersytetu Warszawskiego (1955). 28 listopada 1968 obronił doktorat na Wydziale Morskim Wyższej Szkoły Ekonomicznej w Sopocie, specjalizując się w międzynarodowych stosunkach gospodarczych. Pracował jako asystent w Katedrze Podstaw Marksizmu-Leninizmu (1952–1954) oraz Katedrze Ekonomii (1954–1955) Uniwersytetu Warszawskiego. W latach 1955–1959 był adiunktem w Katedrze Ekonomii Politycznej Politechniki Gdańskiej. 
W 1959 rozpoczął pracę w Ministerstwie Handlu Zagranicznego (MHZ). Do 1964 zastępca attache handlowego w Biurze Radcy Ekonomicznego w Waszyngtonie. Od 1964 do 1968 naczelnik Wydziału Ameryki Północnej oraz wicedyrektor Departamentu Traktatów II MHZ. W latach 1968–1973 był ambasadorem w Wenezueli, akredytowanym także w Peru, Kolumbii i Ekwadorze. Przewodniczący Międzynarodowej Grupy Studiów Cynku i Ołowiu (1968–1970) oraz Rady UNCTAD. Ok. 1974 doradca ministra handlu zagranicznego. Później został delegowany do Ministerstwa Spraw Zagranicznych. Pełnił tam między innymi funkcje głównego inspektora służby zagranicznej oraz wicedyrektora Departamentu Międzynarodowych Organizacji (od 1 marca 1975). Następnie był ambasadorem w Nigerii akredytowanym także w Nigrze, Togo i Beninie (1978–1983), Iraku, akredytowanym jednocześnie w Kuwejcie (1986–1990) oraz Libii (1996–31 lipca 2001). Wielokrotnie reprezentował Polskę w pracach organizacji międzynarodowych. 
Był członkiem Organizacji Młodzieży Towarzystwa Uniwersytetu Robotniczego, Związku Młodzieży Polskiej. W 1949 wstąpił do Polskiej Zjednoczonej Partii Robotniczej (PZPR). W ramach struktur PZPR sprawował m.in. funkcje II sekretarza oddziałowej organizacji partyjnej Uniwersytetu Warszawskiego (1954–1955), członka egzekutywy Komitetu Wojewódzkiego w Gdańsku (1956–1959) oraz podstawowej organizacji partyjnej przy Ambasadzie w Waszyngtonie (1956–1959) oraz sekretarza (1966–1968), a także I sekretarza Komitetu Zakładowego PZPR przy MHZ (1968). 
Autor publikacji dotyczących międzynarodowych stosunków ekonomicznych.

## Życie prywatne
Syn Izabeli i Władysława. Dwukrotnie żonaty. Pierwsza żona, Alicja z Więckowskich, zmarła w Caracas w 1973. Miał z nią syna Marka (ur. 1958), kapitana żeglugi morskiej i córkę Iwonę (ur. 1961). Z drugą żoną miał syna Witolda Jurasza – publicystę i dyplomatę.

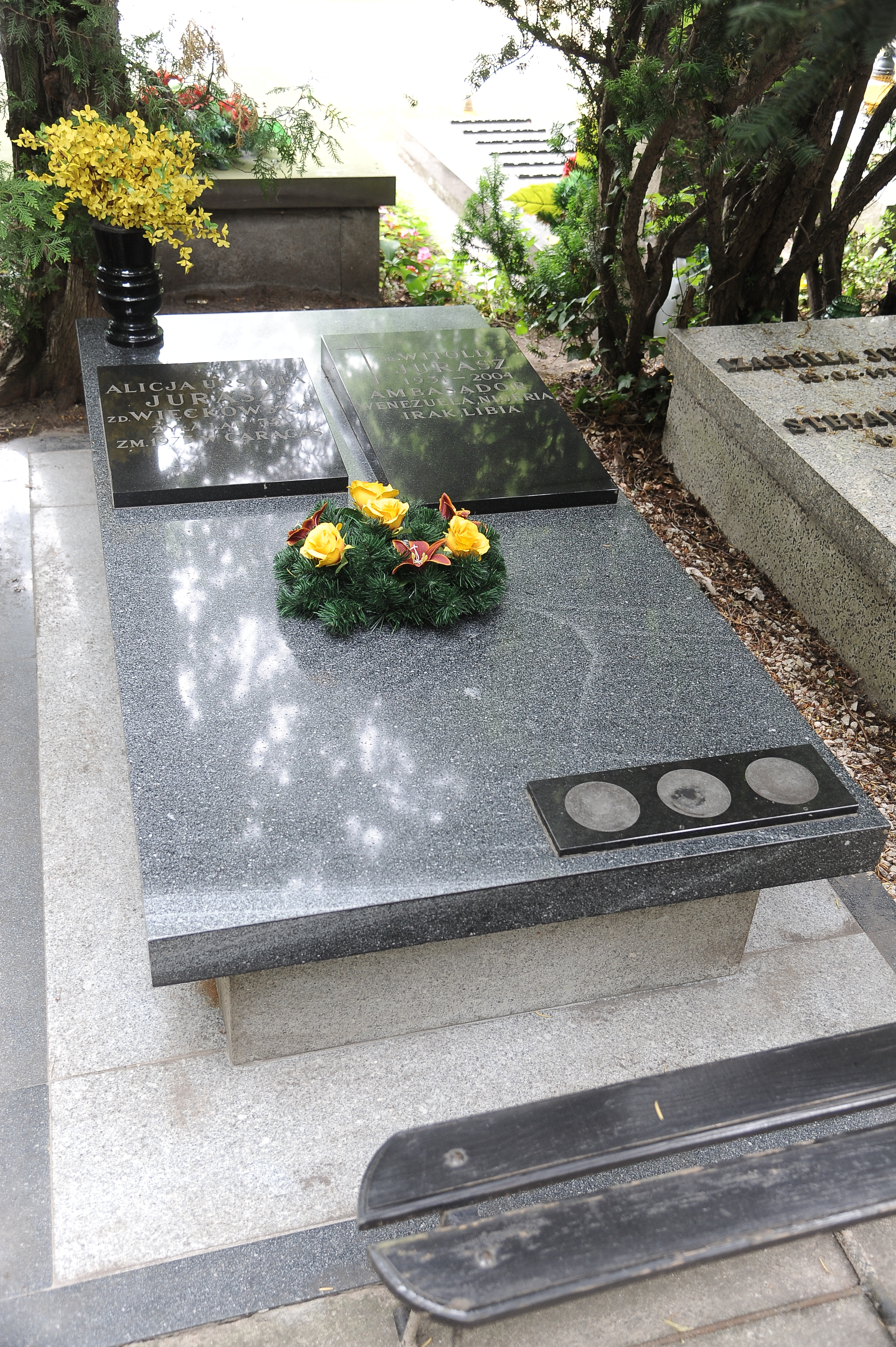
Grób Witolda Jurasza i Alicji Jurasz z d. Więckowska (2012).

Pochowany na Cmentarzu Wojskowym na Powązkach (kwatera A33-2-6).

## Odznaczenia
- Krzyż Kawalerski Orderu Odrodzenia Polski (1979)[11][12]
- Złoty Krzyż Zasługi[11][5]
- Odznaka „Zasłużony Pracownik Handlu Zagranicznego”[11]
- Odznaka „Zasłużony dla Ochrony Środowiska i Gospodarki Wodnej”[11]
- Odznaka „Zasłużony Pracownik Służby Dyplomatycznej i Konsularnej”[11]
- Złote Odznaczenie im. Janka Krasickiego[11]
- Order Słońca Peru I kl.[11]
- Order Oswobodziciela I kl. (Wenezuela)[11]
- Order Narodowy św. Karola I kl. (Kolumbia)[11]
- Order Narodowy Zasługi I kl. (Ekwador)[11]
- Komandor Odznaki Honorowej za Zasługi (Austria)[11]

## Publikacje książkowe
- Witold Jurasz: Wpływ zagranicznej polityki ekonomicznej USA na rozwój polskiego eksportu do Stanów Zjednoczonych w latach 1946–1967. Warszawa: Polski Instytut Spraw Międzynarodowych, 1971. OCLC 839060965. Brak numerów stron w książce